# ترکی بن عبدالله آل سعود
ترکی بن عبدالله بن محمد بن سعود بن محمد بن مقرن آل سعود (زاده ۱۷۵۵ – درگذشته ۱۸۳۴) بنیانگذار امیرنشین نجد پس از ایالت مصر بود. پدر او کوچک‌ترین پسر محمد بن سعود بود.